# Шиллонг

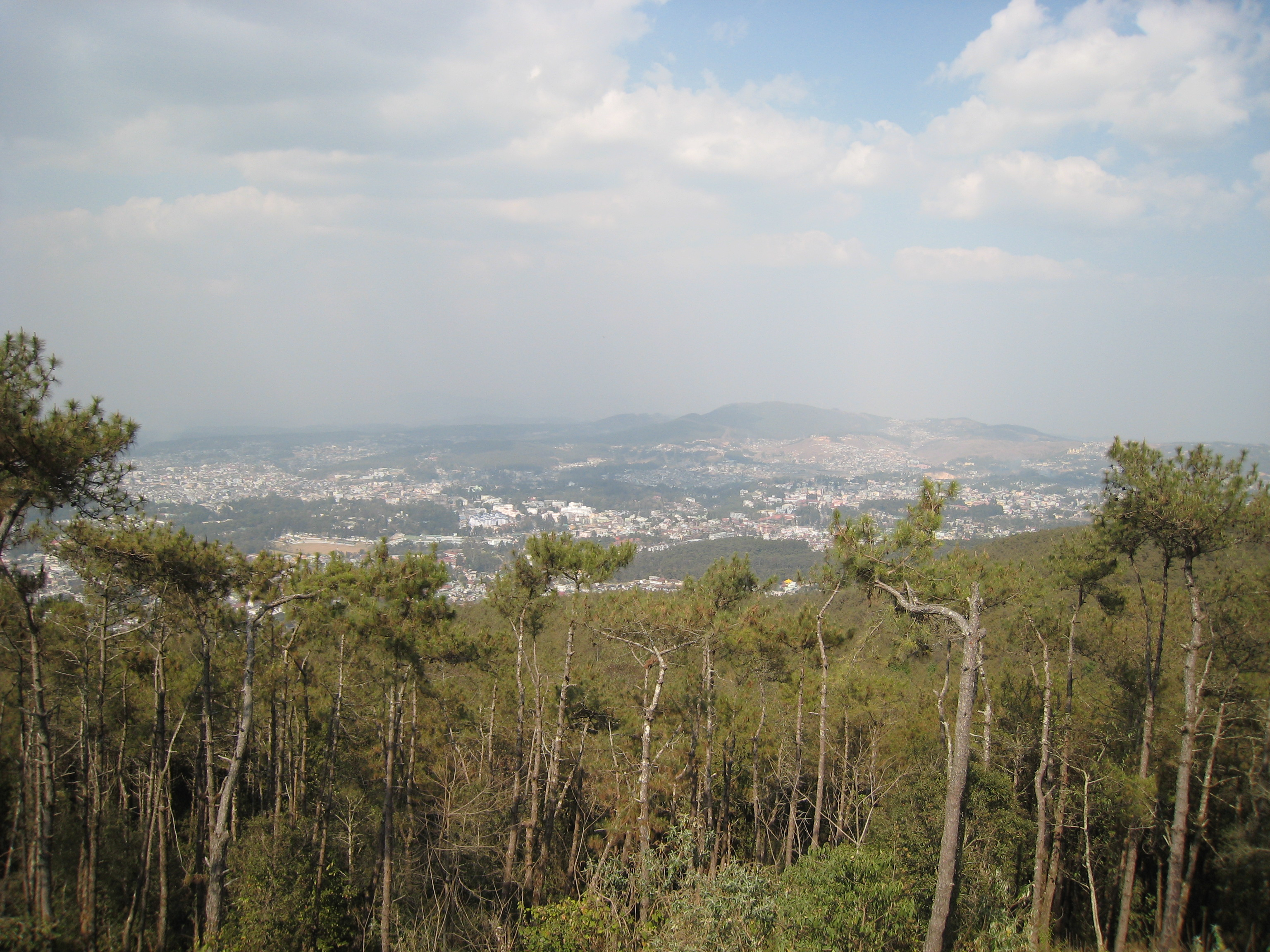
Вид Шиллонга с пика Шиллонг

Шилло́нг (англ. Shillong, хинди शिलांग, бенг. শিলং) — город на крайнем северо-востоке Индии, столица штата Мегхалая. Административный центр округа Восточные горы Кхаси. Считается, что горы, окружающие Шиллонг, похожи на горы Шотландии, поэтому Шиллонг получил прозвище «Шотландия Востока».

## История
Согласно местным преданиям Шиллонг назван в честь местного божества Шиллонга, который согласно легенде был рождён девственницей в деревне близ Биси.
Ускоренное развитие Шиллонга началось после того, как в 1864 году здесь британцами была построена гражданская станция. В 1874 году во время образования территории Ассам главный комиссар провинции выбрал Шиллонг в качестве столицы Ассама как из-за его удобного расположения между долинами рек Брахмапутра и Сурам, так и из-за его климата, намного более прохладного, чем климат большей части тропической Индии. В 1878 году был образован муниципалитет Шиллонга.
Шиллонг пострадал во время Великого Ассамского землетрясения 12 июня 1879 года. Во время землетрясения погибло и пропало без вести 27 жителей города
Шиллонг оставался столицей Ассама вплоть до 1972 года, когда 21 января был образован новый штат Мегхалая. Шиллонг стал столицей нового штата, а столица Ассама была перенесена в Диспур.

## Физико-географическая характеристика
Шиллонг расположен в Ассамских горах, в центральной части плато Шиллонг, единственной поднятой горной структуре в северной части Индийского щита. Шиллонг окружают сосновые леса. Средняя высота над уровнем моря — 1 496 м. Наивысшая точка города — пик Шиллонг высотой 1 966 м. В 60 км от Шиллонга находится одно из самых влажных мест земного шара, город Черапунджи — 12 тысяч мм осадков в год, хотя в самом Шиллонге выпадает 2400 мм осадков. Средние температуры января +4 … +16, июля — +18 … +24. Влажные тропические леса, кустарники. Горноклиматический курорт.
Климат
Согласно классификации климатов Кёппена для Шиллонга характерен высокогорный субтропический климат (Cwb) с тёплым и очень дождливым летом и прохладной и сухой зимой. Муссонный сезон длится с июня и до конца августа. Лучшее время для посещения Шиллонга — октябрь-ноябрь и март-апрель.
| Показатель                    | Янв. | Фев. | Март | Апр.  | Май   | Июнь  | Июль  | Авг.  | Сен.  | Окт.  | Нояб. | Дек. | Год    |
| ----------------------------- | ---- | ---- | ---- | ----- | ----- | ----- | ----- | ----- | ----- | ----- | ----- | ---- | ------ |
| Средний суточный максимум, °C | 15,3 | 17,0 | 21,3 | 23,4  | 23,5  | 23,5  | 24,0  | 24,0  | 23,4  | 21,7  | 19,0  | 16,3 | 21,1   |
| Средний суточный минимум, °C  | 4,4  | 6,4  | 10,6 | 13,8  | 15,3  | 15,3  | 18,0  | 17,7  | 16,5  | 13,5  | 8,7   | 5,3  | 12,3   |
| Норма осадков, мм             | 13,7 | 22,7 | 53,7 | 130,1 | 273,7 | 273,7 | 394,5 | 317,5 | 293,8 | 192,4 | 37,3  | 9,3  | 2012,4 |
| Источник:                     |      |      |      |       |       |       |       |       |       |       |       |      |        |

## Население
| Религии в Шиллонге                                                                   | Религии в Шиллонге | Религии в Шиллонге | Религии в Шиллонге | Религии в Шиллонге |
| Религия                                                                              |                    |                    | Процент            |                    |
| ------------------------------------------------------------------------------------ | ------------------ | ------------------ | ------------------ | ------------------ |
| индуизм                                                                              |                    |                    | 10 %               |                    |
| ислам                                                                                |                    |                    | 7 %                |                    |
| христианство                                                                         |                    |                    | 60 %               |                    |
| другие†                                                                              |                    |                    | 23 %               |                    |
| Distribution of religions †включая сикхизм (0.2%), буддизм (<0.2%) и местные религии |                    |                    |                    |                    |

Согласно переписи населения Индии 2011 года численность населения города — 143 007 человек. Численность населения городской агломерации Шиллонга 354 325 жителей (2011), из них мужчин 176 591 и женщин 177 734. Уровень грамотности 86 %, среди мужчин 85 %, среди женщин 92,34 %. 13 % населения составляют дети в возрасте до 6 лет.
Кхаси составляют большинство населения Шиллонга, однако их доля в населении снижается в результате притока значительного числа мигрантов из других штатов Индии. Большую часть верующих составляют христиане. Христиане представлены пресвитерианами и другими протестантами, а также римскими католиками.

## Транспорт
Автомобильные шоссе связывают Шиллонг с Гувахати на севере, и Агарталой на юге. В 30 км от города расположен аэропорт Амрой (код ИКАО = VEBI; код ИАТА = SHL), он же авиабаза Барапани — штаб Восточного командования ВВС Индии.

## Культура
Шиллонг называют самопровозглашённой столицей индийской рок-музыки.